# Eny Cezarino
Eny Cezarino (São Paulo,  23 de abril de 1917 – São Paulo, 25 de agosto de 1987) foi uma notória cafetina brasileira. 

## Biografia
Nascida na capital paulista, Eny Cezarino fugiu de casa ainda adolescente, e passou a trabalhar como prostituta em cidades como São Paulo, Porto Alegre e Paranaguá. Na década de 1940, passou a trabalhar na Pensão Imperial, em Bauru, prostíbulo que mais tarde comprou e gerenciou. Na década de 1950, abriu o Eny’s Bar (também conhecido como Casa de Eny). O local transformou-se no prostíbulo mais famoso de São Paulo, entre os anos de 1950 e 1960, atraindo celebridades e políticos. Até 1983, ela foi proprietária e gerente do local. É mencionado, inclusive, como o maior prostíbulo da América Latina.
Faleceu pobre, em agosto de 1987.